# Bistum Ponta de Pedras
Das Bistum Ponta de Pedras (lateinisch Dioecesis Petrosi Culminis, portugiesisch Diocese de Ponta de Pedras) ist eine in Brasilien gelegene römisch-katholische Diözese mit Sitz in Ponta de Pedras im Bundesstaat Pará.

## Geschichte
Das Bistum Ponta de Pedras wurde am 25. Juni 1963 durch Papst Paul VI. aus Gebietsabtretungen des Erzbistums Belém do Pará als Territorialprälatur Ponta de Pedras errichtet. Die Territorialprälatur wurde dem Erzbistum Belém do Pará als Suffragan unterstellt. Am 16. Oktober 1979 wurde die Territorialprälatur Ponta de Pedras durch Papst Johannes Paul II. mit der Päpstlichen Bulle Cum Praelaturae zum Bistum erhoben. 

## Ordinarien

### Prälaten von Ponta de Pedras
- Angelo Maria Rivato SJ, 1965–1979

### Bischöfe von Ponta de Pedras
- Angelo Maria Rivato SJ, 1979–2002
- Alessio Saccardo SJ, 2002–2015
- Teodoro Mendes Tavares CSSp, seit 2015